# Werner Rosenkrantz
Werner lensbaron Rosenkrantz (9. december 1700 på Roseneje – 12. april 1777 på Willestrup) var en dansk adelsmand, amtmand, gehejmeråd og godsejer. Han var søn af justitsråd Jørgen Rosenkrantz og Marie Elisabeth de Roklenge. Werner Rosenkrantz var ældre broder til Holger baron Rosenkrantz til Rosenlund. 

## Militær karriere
Werner Rosenkrantz var ud af en børneflok på 12, og da hans fader var en slet økonom, var udsigten til arv derfor temmelig ringe. Hans fremtid lå derfor indenfor militæret, hvorfor han 1714 blev landkadet. 1717 karakt. kornet. 1718 ved Friis' gevorb. regiment. 1721 løjtnant. 1730 karakt. og 1732 virkelig ritmester. 1734 generaladjudantløjtnant. 1735 karakt. major. Afskediget 1743. Samlet set var det ikke nogen iøjnefaldende karriere.

## Amtmand og godsejer
Werner Rosenkrantz havde i 1737 indgået ægteskab med Else Margrethe Sehested. Hendes forældre havde opnået kongelig tilladelse til, at Else Margrethe og broderen Jens Sehested kunne arve på lige fod – normalt arvede en datter kun halvt så meget som broderen. Da Werner Rosenkrantz' fader allerede 1718 måtte sælge sine besiddelser, var det hustruens arv, der gjorde Werner til en ret velhavende godsejer. 
1743 overdrog svigermoderen Birgitte Sophie Sehested herregården Krabbesholm til Werner Rosenkrantz. I første omgang tog han dog ikke ophold på gården, da han i perioden 1747-1755 var amtmand over Dueholm, Ørum, Vestervig Amt. Han søgte også at udvide sin godsbesiddelser. 1746 overtager han stamhuset Kjærbygaard fra sin kusine Ide Dorothea Rosenkrantz. Han fik dog allerede 1750 kongelig tilladelse til at nedlægge stamhuset, hvorefter gården blev solgt. Samme år erhverver han i stedet Gammel Skivehus, som lå tættere ved Krabbesholm. Ved svigermoderens død 1755 kom Werner tillige i besiddelse af Willestrup. Samme år skifter han sin hidtidige amtmandspost uden med Skivehus Amt, og han valgte da at tage ophold på Krabbesholm, hvor han nyindrettede beboelsen i en frodig rokokostil. 

## Baron Rosenkrantz af Willestrup
Selvom Werner Rosenkrantz' embede som amtmand gjorde, at Krabbesholm var det naturlige hjem for familien, glemte han dog ikke sin nye besiddelse Willestrup. I 1757 fik han godset gjort til friherreskab – baroniet Willestrup. Gården var egentlig for lille i forhold til mindstekravet på 1000 tønder hartkorn, men kongen gav dispensation med det forbehold, at baroniet ikke opnåede skattefriheden 100 tønder hartkorn. Rent økonomisk var der således ingen fordel ved den nye titel, men som en lavadelsmand kunne Werner måske nok bruge barontitlen til at stive sig af. Barontitlen er gået i arv til alle Werner Rosenkrantz' efterkommere – dvs. alle nulevende danske medlemmer af adelsslægten Rosenkrantz. 
I årene efter baroniets oprettelse indledte Werner Rosenkrantz en række omfattende ombygningsarbejder af Willestrups interiører, således at dette hus også blev et moderne rokokohjem. I forbindelse med gården anlagdes desuden et storstilet haveanlæg i fransk stil. Men jorden omkring gården blev i første omgang bortforpagtet. I 1773 tog han imidlertid sin afsked som amtmand i Skive. Samme år solgte han både Krabbesholm og Gammel Skivehus, da den gamle baron på sine ældre dage var ret forgældet. I de sidste fire år af sit liv tilbragte han på Willestrup.

## Øvrige titler og embeder
Werner Rosenkrantz var 1752 blevet udnævnt til kammerherre. I 1763 fik han og hustruen tildelt ordenen de l'Union Parfaite. 1764 fik han tildelt Dannebrogordenen og 1768 fik han titel af gehejmeråd. Han var desuden direktør for Estvadgaards Kloster. 

## Familieliv
Da Werner Rosenkrantz var blandt de få i den store søskendeflok, som havde klaret sig godt, var det derfor naturligt, at han måtte tage sig af sine mindre bemidlede slægtninge. Faderen, som var fallent, boede en årrække hos sønnen på Krabbesholm. I sit ægteskab havde Werner fået seks børn. Den ældste søn Frederik døde kun 20 år gammel, hvorfor den næstældste søn Iver blev arving til Willestrup.
Der findes to portrætter fra 1760'erne af Rosenkrantz på Frederiksborgmuseet (tidligere på Rosenholm) og på Gammel Estrup, malet af Jens Thrane den yngre. Desuden et portræt på Sophiendal.